# André Tourigny
André Tourigny (* 30. Mai 1974 in Trois-Rivières, Québec) ist ein kanadischer Eishockeytrainer, der seit Juli 2021 als Cheftrainer der Arizona Coyotes aus der National Hockey League (NHL) tätig war und in dieser Funktion nun die Utah Mammoth betreut. Zuvor verbrachte er über 15 Jahre in kanadischen Juniorenligen und war in der NHL bereits als Assistenztrainer bei der Colorado Avalanche sowie bei den Ottawa Senators aktiv. Zudem feierte er eine Reihe von Erfolgen mit den kanadischen (Nachwuchs-)Nationalmannschaften.

## Karriere
André Tourigny wurde in Trois-Rivières geboren und wuchs auf einer Farm im benachbarten Nicolet auf. In seiner Jugend spielte er auf der Torhüterposition und wurde 1991 im Entry Draft der Ligue de hockey junior majeur du Québec (LHJMQ) an 149. Position von den Bisons de Granby ausgewählt, ohne in der Folge jedoch in der Liga oder gar im Profibereich aufzulaufen. Seine Trainerkarriere begann er bei den Cataractes de Shawinigan in der LHJMQ, bei denen er von 1998 bis 2000 als Assistenztrainer tätig war. Erste Erfahrungen als Cheftrainer sammelte er anschließend zwischen 2000 und 2002 bei den Estacades de Cap-de-la-Madeleine in einer regionalen Nachwuchsliga, ehe er im November 2002 in gleicher Funktion in die LHJMQ zurückkehrte, wo ihn die Huskies de Rouyn-Noranda verpflichteten.
Als Headcoach der Huskies wurde er im Jahre 2006 mit der Trophée Ron Lapointe als bester Cheftrainer der Liga geehrt, ehe er das Team in der Saison 2007/08 ins Endspiel um die Coupe du Président führte und dort den Olympiques de Gatineau unterlag (1:4). Insgesamt leitete er die Geschicke der Mannschaft elf Jahre lang und sammelte in dieser Zeit auch erste Erfahrungen mit den kanadischen Nachwuchsnationalmannschaften. Mit der kanadischen U20-Auswahl gewann er als Assistent jeweils die Silbermedaille bei den U20-Weltmeisterschaften 2010 und 2011 und betreute das Team in dieser Funktion auch im Jahre 2013.
Zur Saison 2013/14 gelang Tourigny der Sprung in die National Hockey League (NHL), wobei er von der Colorado Avalanche als Assistent von Patrick Roy verpflichtet wurde. Nach zwei Jahren dort und einer Spielzeit unter Dave Cameron bei den Ottawa Senators kehrte er als Cheftrainer in die LHJMQ zurück, wobei er das Amt bei den Halifax Mooseheads übernahm. Auch in Halifax war der Kanadier nur ein Jahr aktiv, bevor er 2017 in die Ontario Hockey League (OHL) wechselte und dort in gleicher Funktion von den Ottawa 67’s verpflichtet wurde. Die 67’s führt er in der Spielzeit 2018/19 zu 106 Punkten, was einen Franchise-Rekord darstellte. Infolgedessen ehrte man ihn mit der Matt Leyden Trophy als besten Trainer der Liga, eine Auszeichnung, die er im Folgejahr verteidigen konnte. 2020 wurde er zudem mit dem Brian Kilrea Coach of the Year Award als bester Headcoach der gesamten Canadian Hockey League ausgezeichnet. Parallel dazu gewann er mit der U20 Kanadas als Assistent die Goldmedaille bei der U20-Weltmeisterschaft 2020, bevor er das Team im Folgejahr als Cheftrainer zur Silbermedaille führte. Außerdem fungierte er auch bei der A-Nationalmannschaft seines Heimatlandes erstmals als Assistenztrainer und gewann unter Gerard Gallant bei der Weltmeisterschaft 2021 ebenfalls die Goldmedaille.
Nach diesen Erfolgen stellten ihn die Arizona Coyotes im Juli 2021 als Nachfolger von Cheftrainer Rick Tocchet vor, wobei er einen Dreijahresvertrag unterzeichnete. Mit den Coyotes zog der Kanadier dann nach der Saison 2023/24 nach Salt Lake City um, wo er erster Cheftrainer des Utah Hockey Club wurde.

## Erfolge und Auszeichnungen
| - 2006 Trophée Ron Lapointe - 2019 Matt Leyden Trophy - 2019 OHL First All-Star Team | - 2020 Matt Leyden Trophy - 2020 OHL First All-Star Team - 2020 Brian Kilrea Coach of the Year Award |

### International
| - 2010 Silbermedaille bei der U20-Weltmeisterschaft (als Assistent) - 2011 Silbermedaille bei der U20-Weltmeisterschaft (als Assistent) - 2018 Goldmedaille beim Hlinka Gretzky Cup | - 2020 Goldmedaille bei der U20-Weltmeisterschaft (als Assistent) - 2021 Silbermedaille bei der U20-Weltmeisterschaft - 2021 Goldmedaille bei der Weltmeisterschaft (als Assistent) |